# Бад Хомбург
Бад Хомбург фор дер Хьое (на немски: Bad Homburg vor der Höhe; Bad Homburg v. d. Höhe) е град в Хесен, Германия, с 53 244 жители (2015).
Граничи директно до Франкфурт на Майн. Допълнителното име „Бад“ се води от 1912 г. Известен е със скъпите си квартали и вили.
Хомбург е споменат за пръв път в документ през 1180 г. През Средновековието Хомбург е ризиденция на ландграфство Хесен-Хомбург.